# Ophiochiton megalaspis
Ophiochiton megalaspis är en ormstjärneart som beskrevs av Hubert Lyman Clark 1939. Ophiochiton megalaspis ingår i släktet Ophiochiton och familjen Ophiochitonidae. Inga underarter finns listade i Catalogue of Life.